# Solec nad Wisłą
Solec nad Wisłą (até 1969 Solec) é um município da Polônia, na voivodia da Mazóvia, no condado de Lipsko e na comuna urbano-rural de Solec nad Wisłą. Desde 1973 é a sede da comuna de Solec nad Wisłą. Está localizada na foz do rio Krępianka com o Vístula.
Historicamente, Solec nad Wisłą está situada na Pequena Polônia, na antiga região de Sandomierz, dentro da qual faz parte culturalmente da região de Radom. Obteve um foral da cidade por volta de 1370. Foi a cidade real da Coroa do Reino da Polônia, na segunda metade do século XVI, localizada no condado de Radom da voivodia de Sandomierz. Ela perdeu seus direitos de cidade em 13 de janeiro de 1870, temporariamente restaurada pelo ocupante durante a Primeira Guerra Mundial (1916-1919). A cidade recuperou seu status de cidade em 1 de janeiro de 2021.
Nos anos de 1867 a 1870, foi a sede da comuna de Solec, e de 1870 a 1954, a sede de duas comunas: Solec e Dziurków. De 1954 a 1973, foi sede da Gromada Solec, e desde 1973, da atual comuna de Solec nad Wisłą. Nos anos de 1975 a 1998, a cidade estava localizada na voivodia de Radom.

## Partes integrantes da cidade
A cidade tem partes integrantes das aldeias:
- Podole, localizada na parte norte da cidade, perto do rio Krępianka;
- Podemłynie - a parte sul de Solec, cujo nome vem do antigo moinho no rio Krępianka (atualmente em ruínas).
- Kazimierówka, uma aldeia situada junto a uma floresta a cerca de 3 km a oeste de Solec.

| Identificador | Nome         | Tipo            |
| ------------- | ------------ | --------------- |
| 0637950       | Kazimierówka | parte da cidade |
| 0637938       | Podemłynie   | parte da cidade |
| 0637944       | Podole       | parte da cidade |

## Toponímia
De acordo com os primeiros registros (do início da Idade Média), o nome da cidade era Solca. A origem do nome está associada ao comércio de sal. Durante o reinado da dinastia piasta, o nome Solec foi usado, mais tarde a segunda parte do nome foi adicionada após os jaguelônicos (Solec Sandomierski ou Solec Radomski). No início do século XIX, o nome Solec foi devolvido, e então, para distingui-lo de outras cidades associadas ao comércio de sal (por exemplo, Solec Kujawski), o nome Solec nad Wisłą foi adotado.

## História
Solec foi mencionada pela primeira vez em 1136 na Bula de Gniezno como uma cidade pertencente ao Arcebispo de Gniezno. No século XII, Solec se tornou propriedade da Ordem Equestre do Santo Sepulcro de Jerusalém, de quem foi comprada por Władysław Łokietek em 1325. Por volta de 1347, Casimiro, o Grande, elevou a vila à categoria de cidade sob a Lei de Magdeburgo. Durante seu reinado, entre outros, o castelo defensivo e a igreja paroquial foram reconstruídos. Nos séculos XV e XVI, Solec recebeu privilégios no domínio do comércio do sal e da organização de feiras. Esses privilégios foram confirmados durante o reinado de Sigismundo, o Velho. Em 1574, a nobreza das voivodias de Sandomierz e Lublin se reuniram na cidade, durante o evento foram criados tribunais de última instância, que mais tarde se tornaram o modelo para o tribunal da Coroa. Nos anos de 1615 a 1627, Krzysztof Zbaraski expandiu significativamente Solec, reconstruindo, entre outros, o castelo em residência de estilo barroco renascentista, com a construção de um mosteiro e a reconstrução da igreja paroquial. Trinta anos depois, durante o Dilúvio Sueco, Solec foi quase totalmente destruída (de 246 casas, 6 foram deixadas na periferia da cidade, o castelo foi quase totalmente destruído). No século XVIII, Solec foi lentamente reconstruída, incluindo o castelo e as igrejas. Em 1866, uma escola secundária foi fundada (após o incêndio do edifício original em 1886-1888, o edifício atual foi construído). Em 1869, Solec perdeu seus direitos municipais. No verão de 1939, uma ponte de engenharia foi construída, destruída durante a campanha de setembro. Durante a Segunda Guerra Mundial, o campo Baudienst estava localizado no prédio da escola secundária. Solec foi libertada em janeiro de 1945.

## Monumentos

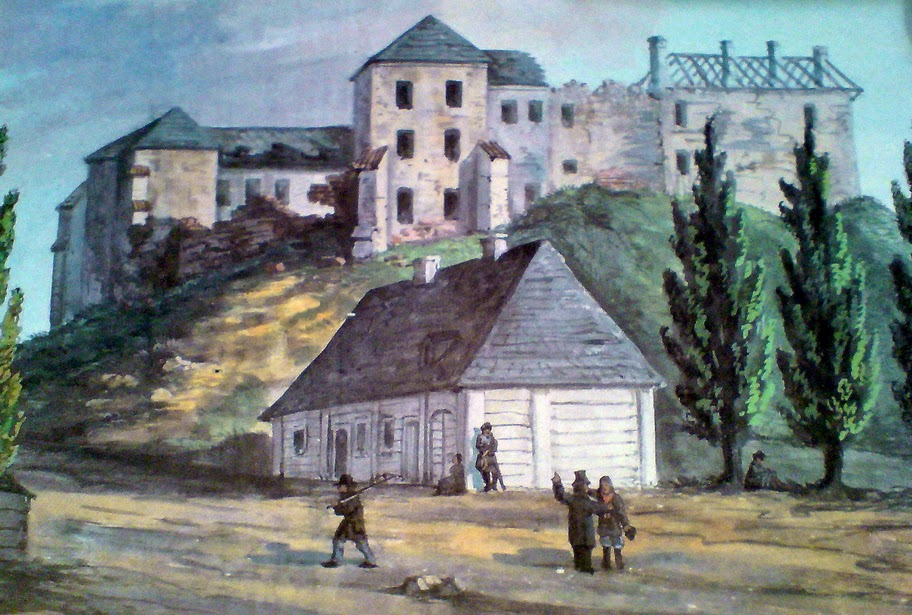
Castelo do século XIX em Solec nad Wisłą

- Igreja paroquial da Assunção da Bem-Aventurada Virgem Maria do século XIV em estilo gótico, reconstruída nos séculos XVI/XVII no final do estilo renascentista. No interior, existe um altar da Renascença tardia do início do século XVII com pintura da Assunção da Virgem Maria de 1600. No corredor uma pia batismal de pedra de 1624. Destacam-se também a porta de entrada com ferragens interessantes e a porta metálica do lado da igreja que conduz à sacristia com o data de 1563 esculpida com balas das guerras das últimas centenas de anos. Das paredes atrás da igreja, há uma vista dos prados e do vale do rio Vístula;
- Presbitério histórico de 1898;

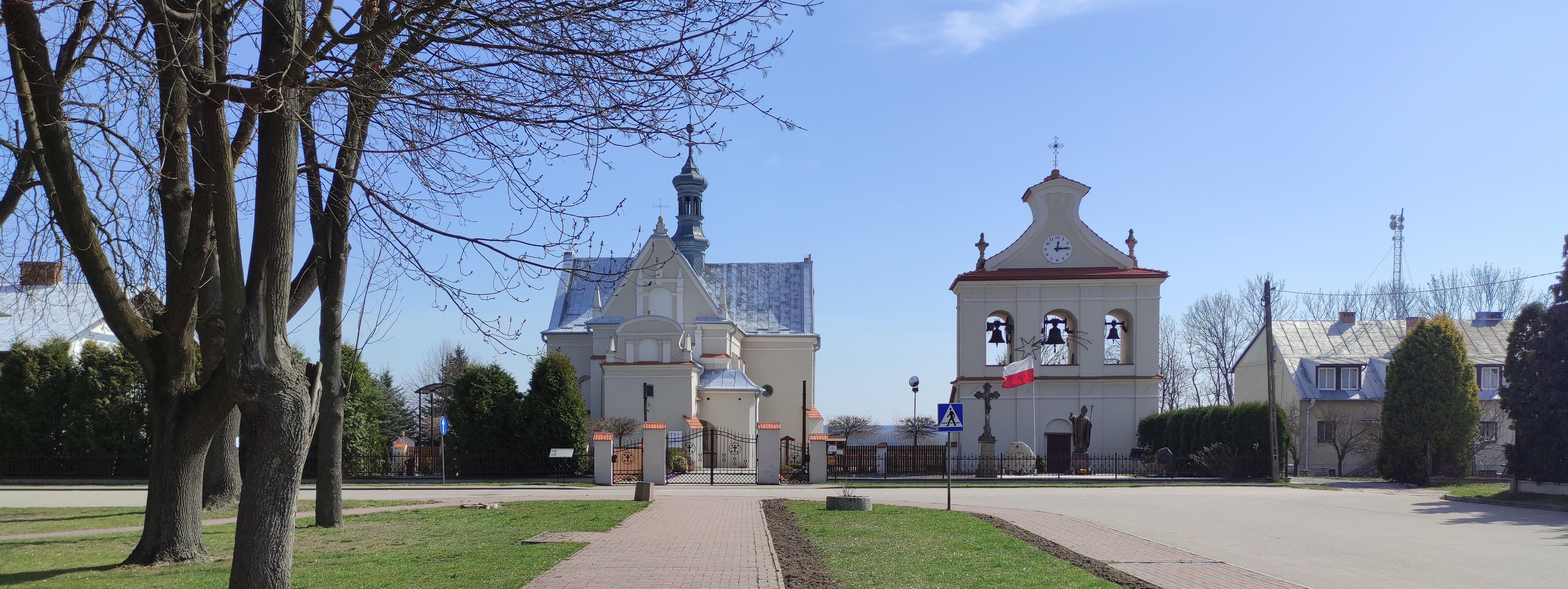
Igreja da Assunção da Bem-Aventurada Virgem Maria

- Igreja (antigo mosteiro) da Ordem dos Reformados a partir de 1626, renovada várias vezes. Até 1864, pertenceu à Ordem dos Reformados (em 1864, a ordem de Solec foi abolida e a propriedade assumida pelas autoridades estatais). Na igreja existe um altar de arenito do período barroco com uma pintura de Santo Estanislau de Piotrowin. Atualmente, a igreja tem funções auxiliares - somente são celebradas missas às 10 horas da manhã aos domingos, fora da estação de verão. A igreja barroca primitiva é acessada por um pátio retangular, no qual os claustros costumavam ser as Via Crucis. Junto à igreja estão os edifícios do antigo mosteiro, atualmente na administração do Liceu;
- Cemitério da igreja de Santa Bárbara, uma igreja cemitério barroca composta por uma parte de madeira (do século XVI) e uma parte de tijolo adicionada no século XVIII (a data de 1768 acima da entrada da igreja provavelmente significa o ano da sua expansão). Existem inúmeras lápides do século XIX no cemitério. A lápide mais antiga, de Katarzyna Chełkowska, data de 1830 e tem a forma de um cipo com decorações classicistas.[19]
- Cruzes, capelas e imagens ao longo da estrada, incluindo a estátua de São João Nepomuceno em Podemłyń de 1784 e uma cruz de arenito em Podolia de 1846.
- Castelo - construído no século XIV por Casimiro, o Grande, tinha como missão vigiar a travessia do rio Vístula. No século XV, o castelo foi ampliado, e no século XVI (1615-1627) foi totalmente transformado por Krzysztof Zbaraski em uma residência renascentista-barroca. O castelo (como quase toda Solec) foi quase completamente destruído durante o Dilúvio Sueco. Foi reconstruída no século XVIII, mas foi gradualmente destruída desde então. Atualmente, as ruínas não parecem impressionantes - apenas fragmentos das paredes e da torre do canto sobreviveram;

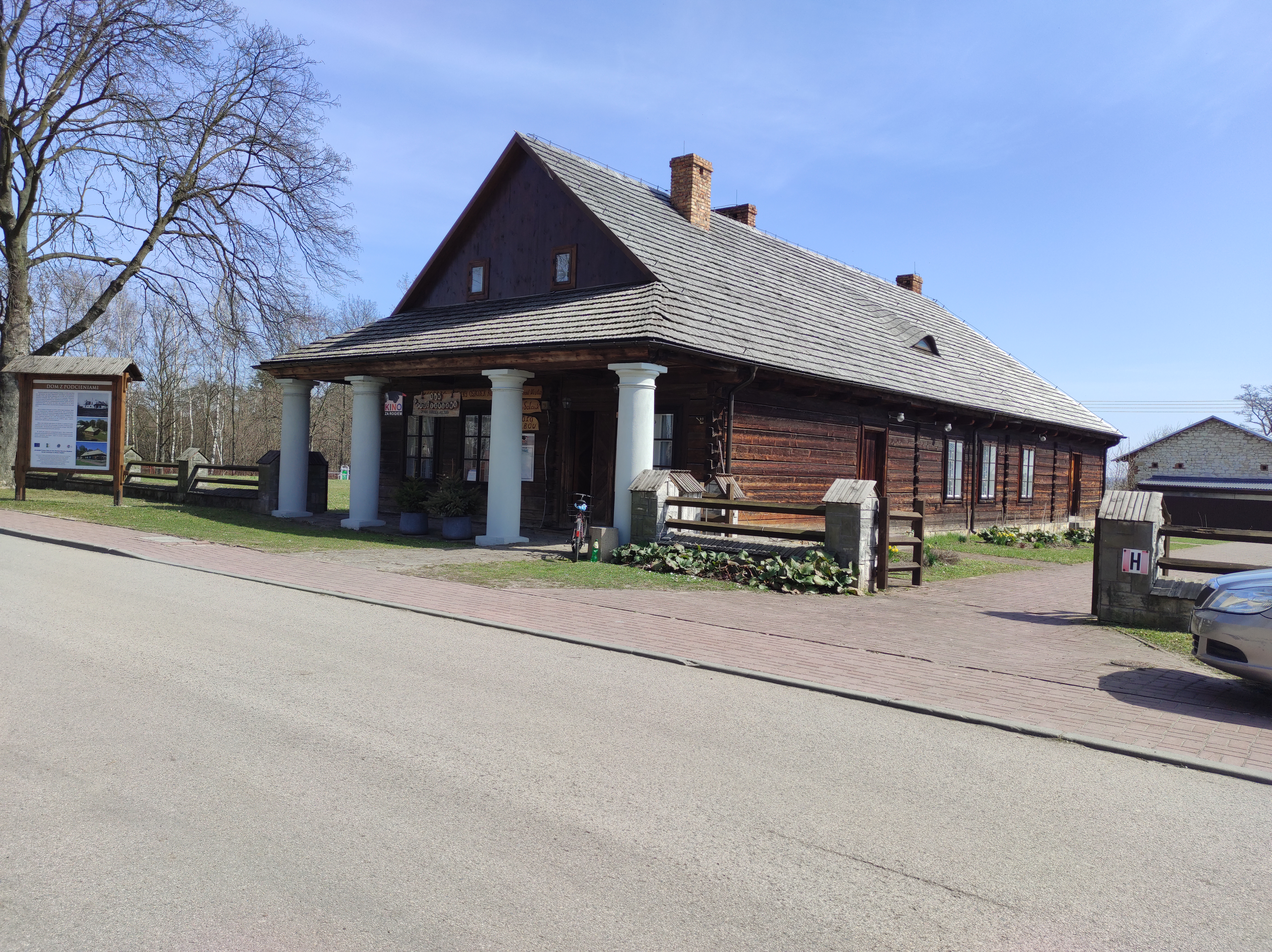
Casa com arcadas

- Komendaria (casa com arcadas) de 1787 (reformada na década de 1970) está localizada na praça Bolesław, o Ousado, perto da igreja paroquial e do presbitério. O edifício é térreo (com um sótão utilizável), em madeira, o frontão é assentado sobre 4 colunas. O edifício pertencia originalmente à Junta da Freguesia (alojamento do comandante), mas mudou de função (pousada, escola primária). Atualmente é a sede do Centro Cultural Comunal. Atrás do edifício existe uma praça chamada Wikaryjka - até recentemente existia um pomar, agora é um ponto de encontro e um excelente miradouro do castelo e das zonas junto aos rios Krępianka e Vístula;
- Prefeitura do século XIX, atualmente é a sede do Governo da Comuna de Solec nad Wisłą;
- Escola Secundária de 1888 (ensino médio - Seminário de Professores - foi fundada em 1866, o prédio original foi incendiado; em 1888 um novo prédio foi comissionado). Durante a Segunda Guerra Mundial, o prédio foi utilizado pela primeira vez por uma unidade da força aérea alemã e, em seguida, o campo Baudienst estava localizado lá. Em 28 de outubro de 1942, a unidade dos Batalhões de Fazendeiros de Jan Sońta "Ośka" libertou mais de 300 "Junaks" deste campo.

## Bairros

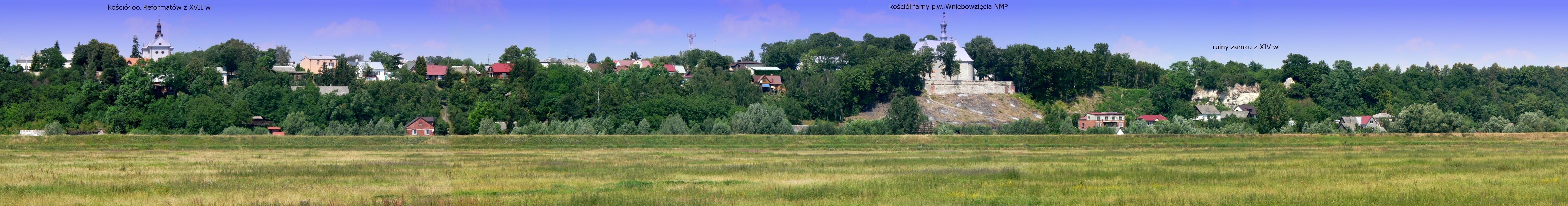
Panorama de Solec nad Wisłą

Perto de Solec (em Kolonia Raj - um vilarejo de Kolonia Nadwiślańska) há também uma igreja de Santo Estanislau de Szczepanów, cuja história remonta aos eventos do século XI, quando, no local em que se encontra, provavelmente a corte de Piotrawin teve lugar. Atualmente, há apenas uma missa por ano, no dia da festa de Santo Estanislau.
Do outro lado do rio Vístula, fica a aldeia de Piotrawin, e dentro da comuna de Solec nad Wisłą, na foz do rio Kamienna, fica a aldeia de Kępa Piotrowińska, popular entre os pescadores.

## Esportes
- Futebol - GKS Wisła Solec - Clube Desportivo Municipal Wisła Solec.

## Transportes
- As principais vias de acesso a Solec são a estrada n.º 747 (de Iłża) e a estrada n.º 754 (de Ostrowiec Świętokrzyski).
- O único meio de transporte público em Solec são os ônibus. Solec tem conexão direta de ônibus, entre outros com Varsóvia, Tarnobrzeg, Kielce, Lublin, Mielec (na parada Solec Podemłynie) e com Ostrowiec Świętokrzyski.